# Mudhegau
Mudhegau (nep. मुढेगाउँ) – gaun wikas samiti w zachodniej części Nepalu w strefie Seti w dystrykcie Doti. Według nepalskiego spisu powszechnego z 2001 roku liczył on 448 gospodarstw domowych i 2585 mieszkańców (1311 kobiet i 1274 mężczyzn).